# Jaime Spengler
Jaime Spengler OFM (ur. 6 września 1960 w Gaspar) – brazylijski duchowny katolicki, arcybiskup metropolita Porto Alegre od 2013, kardynał od 2024.

## Życiorys
Święcenia kapłańskie przyjął 17 listopada 1990 w zgromadzeniu franciszkanów. Pracował głównie w placówkach formacyjnych dla przyszłych zakonników oraz jako wykładowca uczelni wyższych w Campo Largo i Kurytybie. Był także  wiceprzewodniczącym franciszkańskiego stowarzyszenia Ensino Senhor Bom Jesus.
10 listopada 2010 papież Benedykt XVI mianował go biskupem pomocniczym archidiecezji Porto Alegre oraz biskupem tytularnym Patara. Sakry biskupiej udzielił mu 5 lutego 2011 ówczesny nuncjusz apostolski w Brazylii – arcybiskup Lorenzo Baldisseri. Pracował jako wikariusz biskupi dla rejonu Gravataí.
18 września 2013 papież Franciszek mianował go arcybiskupem metropolitą Porto Alegre. Ingres odbył się 15 listopada 2013. Paliusz otrzymał z rąk papieża Franciszka w dniu 29 czerwca 2014. W latach 2019–2023 był pierwszym wiceprzewodniczącym Konferencji Episkopatu Brazylii, a od kwietnia 2023 jest jej przewodniczącym. W maju 2023 został wybrany na przewodniczącego Rady Biskupów Ameryki Łacińskiej (CELAM).
6 października 2024 podczas modlitwy Anioł Pański papież Franciszek ogłosił jego nominację kardynalską. Na konsystorzu 7 grudnia 2024 został kreowany kardynałem prezbiterem kościoła św. Grzegorza Wielkiego w Magliana Nuova. Brał udział w konklawe 2025, które wybrało papieża Leona XIV.